# Hadmar III di Kuenring
Hadmar III di Kuenring (attorno al 1185 – attorno al 1231) apparteneva alla stirpe ministeriale dei Kuenringer nel ducato d'Austria. Lui e suo fratello minore Enrico III erano membri importanti dell'emergente nobiltà austriaca, che, tuttavia, divennero noti come Raubritter con il nome dispregiativo di "I cani di Kuenring" a causa della loro interferenza nella navigazione sul Danubio.

## Biografia
Hadmar III nacque negli anni '80 del XII secolo, figlio di Hadmar II ed Eufemia di Mistelbach e appare nelle fonti a partire dal 1204. Lui e suo fratello minore Enrico III si erano elevati sotto il loro padre fino a diventare la principale stirpe ministeriale del paese, che era riccamente dotata di domini nella Wachau tra Aggstein e Dürnstein così come nel Waldviertel con il suo centro di Weitra. Dopo la morte del padre nel 1217, Hadmar e suo fratello Enrico ampliarono questa importante posizione.
Hadmar, che, come suo fratello, apparteneva alla cerchia ristretta del duca Leopoldo VI, viaggiava spesso con lui o per suo conto. Quando Leopoldo VI morì improvvisamente nel 1230 durante un tentativo di mediazione tra l'imperatore Federico II e il papa Gregorio IX, la nobiltà, guidata dai fratelli Kuenringer, insorse contro il suo giovane successore, Federico II. La motivazione di questa rivolta era la richiesta di conferma dei diritti dei ministeriali, come era già stato regolato per i ministeriali della Stiria nel patto di Georgenberg. Nonostante la sconfitta dei ribelli e la perdita delle loro sedi di potere, la base di potere dei Kuenringer non fu invece seriamente danneggiata.
Tuttavia, il vescovo di Passavia, Gebeardo I di Plain, impose la scomunica ad Hadmar e suo fratello a causa della devastazione dei beni della chiesa di Passavia, tanto che, secondo il Bärenhaut di Zwettl, dopo la morte di Hadmar III attorno al 1231 fu rifiutata una sepoltura a Zwettl al fianco di suo padre, motivo per cui sembra che sia rimasto insepolto per quattro anni. Altre fonti affermano che fu sepolto a Zwettl nel 1231 dopo che il divieto fu revocato dal vescovo Gebeardo di Passavia.
Il fatto che controllassero la navigazione sul Danubio nella Wachau tra i loro castelli di Dürnstein e Aggstein in modo molto rigoroso, valse loro la designazione come Raubritter nel folklore e l'epiteto di "I cani di Kuenring", anche se questa designazione risale al loro nonno materno, Enrico il Cane di Mistelbach, ma ha plasmato per secoli l'immagine del Kuenringer.

## Matrimonio e figli
Dal suo matrimonio con una moglie senza nome, ebbe tre figli conosciuti:
- Albero V di Kuenring[3] (1241 ca.-8 gennaio 1260), signore di Dürnstein, Spitz, Aggstein, Zistersdorf, Wolfstein e Steyregg, dal 1240 Truchsess (siniscalco) d'Austria, dal 1246 capitano d'Austria ∞ prima del 10 novembre 1241, Gertrude di Wildon, († dopo il 20 gennaio 1260), figlia di Leutold di Wildon;
- Enrico II di Kuenring, dal 1249 signore di Krumau am Kamp, dal 1251 signore di Weitra e burgravio di Boemia, dal 1251 maresciallo d'Austria (cl. 1240-† Znaim 12 maggio 1293), sepolto nell'abbazia di Zwettl ∞ Cunegonda (di Dobra) (cl.1278/93-† castello di Linz sul Danubio 1303);
- Gisela di Kuenring († 1266/1270), che sposò Schetzko di Budweis.

Poiché tutti i figli di suo fratello morirono senza eredi, Hadmar III di Kuenring è considerato il capostipite di tutti i successivi Kuenringer.